# Velocity Impact
Low velocity impact bezeichnet einen Körperaufprall mit geringer Geschwindigkeit. Der Begriff stammt aus der Materialprüfung und beinhaltet die Untersuchung von Schadensausmaßen, die durch Körperaufprall in unterschiedlichen Materialien entstehen.
Basierend auf der Aufprallgeschwindigkeit kann ein Vorgang wie folgt klassifiziert werden:
- Low velocity impact: 0 – 50 m/s
- Medium velocity impact: 50 – 200 m/s
- High velocity impact: 200 – 1000 m/s
- Hyper velocity impact: < 4000 m/s